# Vasaloppet 1939
Vasaloppet 1939 avgjordes söndagen 5 mars 1939. Det var det 16:e loppet och Alfred Lif från Orsa vann loppet på 5:35:59.

## Loppet
Den sensationelle segraren Alfred Lif från Orsa vann före Edvin Janson från Sälen och Sven Hansson från Lima. Dalatrion hade länge sällskap av fyran Arthur Häggblad, som fick bakhalt och tvingades stanna för att valla om. Den förste icke-nordiske journalisten, Mr Morrison från England bevakade loppet.
Kranskullan hette Anna-Greta Pettersson.

## Resultat
| Plac | Namn            | Klubb           | Mål     |
| ---- | --------------- | --------------- | ------- |
| 1    | Alfred Lif      | Orsa If         | 5:35:59 |
| 2    | Edvin Janson    | Sälens If       | 5:38:05 |
| 3    | Sven Hansson    | Lima If         | 5:39:11 |
| 4    | Arthur Häggblad | Ifk Umeå        | 5:44:15 |
| 5    | Elias Nilsson   | Östersunds Sk   | 5:50:55 |
| 6    | Folke Limberg   | Lima If         | 5:53:13 |
| 7    | Folke Lagerlöf  | Särna Sk        | 5:55:58 |
| 8    | Arne Bölling    | Edsbyns If      | 5:56:04 |
| 9    | Karl Lindberg   | Trångsvikens If | 5:56:46 |
| 10   | Erik Matslofva  | Orsa If         | 5:57:14 |